# Prunay-sur-Essonne
Prunay-sur-Essonne ist eine französische Gemeinde mit 312 Einwohnern (Stand: 1. Januar 2022) im Département Essonne in der Region Île-de-France. Sie gehört zum Arrondissement Évry und ist Mitglied im Gemeindeverband Communauté de communes des 2 Vallées.
Die Einwohner werden Prunaysiens und Prunaysiennes genannt.

## Geographie
Prunay-sur-Essonne liegt im Regionalen Naturpark Gâtinais français und etwa 55 Kilometer südlich von Paris am Fluss Essonne, der die östliche Gemeindegrenze bildet.

### Nachbargemeinden
Umgeben ist Prunay-sur-Essonne von den Nachbargemeinden Gironville-sur-Essonne im Norden, Buno-Bonnevaux im Osten, Boigneville im Süden sowie Champmotteux im Westen und Südwesten.

## Bevölkerungsentwicklung
| 1962                       | 1968 | 1975 | 1982 | 1990 | 1999 | 2006 | 2019 |
| -------------------------- | ---- | ---- | ---- | ---- | ---- | ---- | ---- |
| 123                        | 132  | 198  | 240  | 279  | 286  | 305  | 289  |
| Quellen: Cassini und INSEE |      |      |      |      |      |      |      |

## Sehenswürdigkeiten
- Menhir La Pierre Droite ist 1,85 Meter hoch und 0,9 Meter breit. Die Neigung beträgt etwa 30 Grad.
- Kirche Saint-Martin